# Steve Bracey
Stephen Henry Bracey, detto Steve (Brooklyn, 1º agosto 1950 – 14 febbraio 2006), è stato un cestista statunitense, professionista nella NBA.

## Carriera
Venne selezionato dagli Atlanta Hawks al secondo giro del Draft NBA 1972 (21ª scelta assoluta).

## Palmarès
- Campionato NBA: 1

Golden State Warriors: 1975